# Khlot
 (février 2025).
Les Khlot , aussi orthographié Khlout ou encore Khult/Khlut, (en arabe : خلط/خلوط), sont une tribu arabe marocaine du Gharb.

## Origines
Il existe une divergence quant a l'origine des Khlot soit ils sont originaires de la tribu Jochem ibn Muawiya ibn Bakr ibn Hawazin,, ou soit de la tribu al-Muntafiq,,.

## Histoire
Les Khlot ont fait partie de la grande taghribah (immigration hilalienne), depuis leur région d'origine en Arabie, ayant stationné en Égypte, puis passé par la Tunisie,.
Ya'qub al-Mansur, les accueils au Maroc et les installes à Tamesna, dans l'actuelle Chaouïa au XIIe siècle,. Ils ont ensuite migré dans la région d'al-Azghar,.
Le mode de vie des Khlot (et des al-Taliq) est bédouin, ces derniers vivants sous les tentes encore jusqu'au début de la colonisation française. Ils sont d'ailleurs voisins et cousins avec la tribu Seffiane.
Elle était autrefois considéré comme une tribu makhzen-guish, ayant une armée régulière pour le sultan, mais elle obtenu le statut de "naïb", une tribu n'étant pas dans l'armée du Sultan, mais pouvant être obligé dans certains cas de formée une "harka", une armée formé sur le "coup".

### Colonisation

#### Tentative de Massacre a Larache
À la suite du massacre de Casablanca, perpétré par Hajj Hammou et les tribus de la Chaouïa (Oulad Hriz, Oulad Ziane, Mzab, etc...), les Khlot ce dirigèrent vers Larache, armées, prêt a commettre des actions similaires qu'à Casablanca, mais les portes de la ville sont fermées, ce qui les empêcha de rentrer.

#### Événements du 9 Novembre 1907 à Larache
Le Caïd d'Arzila envoya ses soldats pour récupérer les impôts des Khemmiz, ces derniers répondent qu'ils « vont payer a coup de fusil », alors un conflit commence entre le Caïd et les Khemmiz. À la suite d'une discussion entre deux frères de Ben Aïssa, 50 Khlotis sont venus pour trouver un arrangement de paix; un des deux frères n'accepte pas l'arbitrage des Khlotis, et un d'entre eux tire dans la tête du frère, les gens des douars alentours sont alarmé et une bataille commence entre les Khlot et les Ben Aissa, résultats des combats sanglants, deux morts côté Khlot, et une cinquantaine côté Ben Aissa,,,.

#### Mai 1911
Les Khlotis auraient nommé des chefs de guerre, ce préparant a de nouveau combat contre les français.

## Éloges
Les Khlot ont reçu plusieurs fois des éloges par poème, tel que Lisan al-Din ibn al-Khatib dit a propos deux : 
" [Les Arabes (Khlot)] ne s'honorent aucunement en amassant de l'or et des richesses, en bâtissant des palais, en récoltant des fruits; ils s'honorent en triomphant de leurs ennemis, en méritants la louange, en massacrant des victimes, par des actions mémorables, en secourant les déshérités du sort et par la bienveillance poussée aussi loin que possible. L'or pur a disparu, les nobles lignées se sont éteintes, les nobles vêtements sont en pièces, les chevaux de race ont péri; car tout est poussière sur cette terre de poussière, il ne reste que les belles actions qui se conservent et se transmettent, les réputations dont l'état se garde pur et sans tache."

## Composition tribal
Les Khlot sont composés des clans suivant : 
- Awlad Jelloul[13]
- Oulad El-Khachchan (descendants de Sidi Aissa ben Khachchan)[13]

Une tribu a rejoint les Khlot, nommé al-Taliq et ont une origine commune avec les Khlot, ce qui a favorisé leur intégration, même si d'autre récit affirme qu'ils seraient issue des Hamyan de Fès[réf. nécessaire].
- al-Taliq
  - Awlad Sidi Ali ben Ghouis
  - Awlad Ahmed al-Harti
  - Awlad Sidi Ali Boudjemaa

### Khlot en dehors de leur territoire
Dans la Chaouïa, on y trouve une fraction de Khlot, aussi nommé "Lekhlot", resté avant leur déplacement dans leur territoire actuelle dans le Gharb[réf. nécessaire].

## Religion
Parmi les Khlot, beaucoup de « sidi » on existé, considéré comme « wali » (saint) dans le soufisme.

## Personnalités

### Oulémas et Savants
Plusieurs savants étaient issues de la tribu des Khlot (principalement soufie):
- Antar Al-Khloti
- Isa ibn al-Hassan al-Misbahi al-Khloti
- Abu Yahya al-Khloti
- Al-Majdhub
- Yahya ibn Allal al-Umari al-Khloti
- Cheikh Sidi Hajj Abd as-Salam[15]
- Cheikh Sidi Larbi ben Zeroual[15]
- Cheikh Sidi Mubarak ben Omrane[15]

### Mujahid
- Sidi Abd as-Salam ben Jilali al-Alaoui al-Khulti : Leader des Mujahid des Khlot et des Tliq (son nisba al-Alaoui n'a aucun rapport avec les Alaouites, mais avec le clan Awlad Ali)

### Sportif
- Lamine Yamal, footballeur espagnol d'origine marocaine, serait possiblement khloti, dû au fait que son père, Mounir Nasraoui, vient de Larache.
- Chadi Riad, footballeur international marocain et espagnol.